# Brun pärluggla
Brun pärluggla (Aegolius ridgwayi) är en fågel i familjen ugglor inom ordningen ugglefåglar.

## Utbredning och systematik
Brun pärluggla behandlas antingen som monotypisk eller delas in i tre underarter med följande utbredning:
- Aegolius ridgwayi tacanensis – förekommer i ek-tallskogar i södra Mexiko (Chiapas)
- Aegolius ridgwayi rostratus – förekommer lokalt från Guatemala till nordvästra El Salvador
- Aegolius ridgwayi ridgwayi – förekommer i Costa Rica och västra Panama

## Status
Arten har ett relativt litet utbredningsområde, men beståndet anses vara stabilt. Internationella naturvårdsunionen IUCN kategoriserar arten som livskraftig.

## Namn
Fågelns vetenskapliga artnamn hedrar amerikanske ornitologen Robert Ridgway (1850-1929).